# 釜石南インターチェンジ
釜石南インターチェンジ（かまいしみなみインターチェンジ）は、岩手県釜石市にある三陸沿岸道路（吉浜釜石道路）のインターチェンジ (IC) である。
当ICは仙台方面のみ出入り可能なハーフインターチェンジである。

## 歴史
- 2018年（平成30年）
  - 7月16日 : 仮称の「釜石唐丹IC」から正式名称が「釜石南IC」に決まったことが発表された[1][2]。
  - 8月11日 : 吉浜IC - 釜石南IC間開通に伴い、供用開始[1]。
- 2019年（平成31年）3月9日 : 釜石南IC - 釜石両石IC間開通[3]。

## 周辺
- 五葉山
- 鍬台トンネル

## 道路

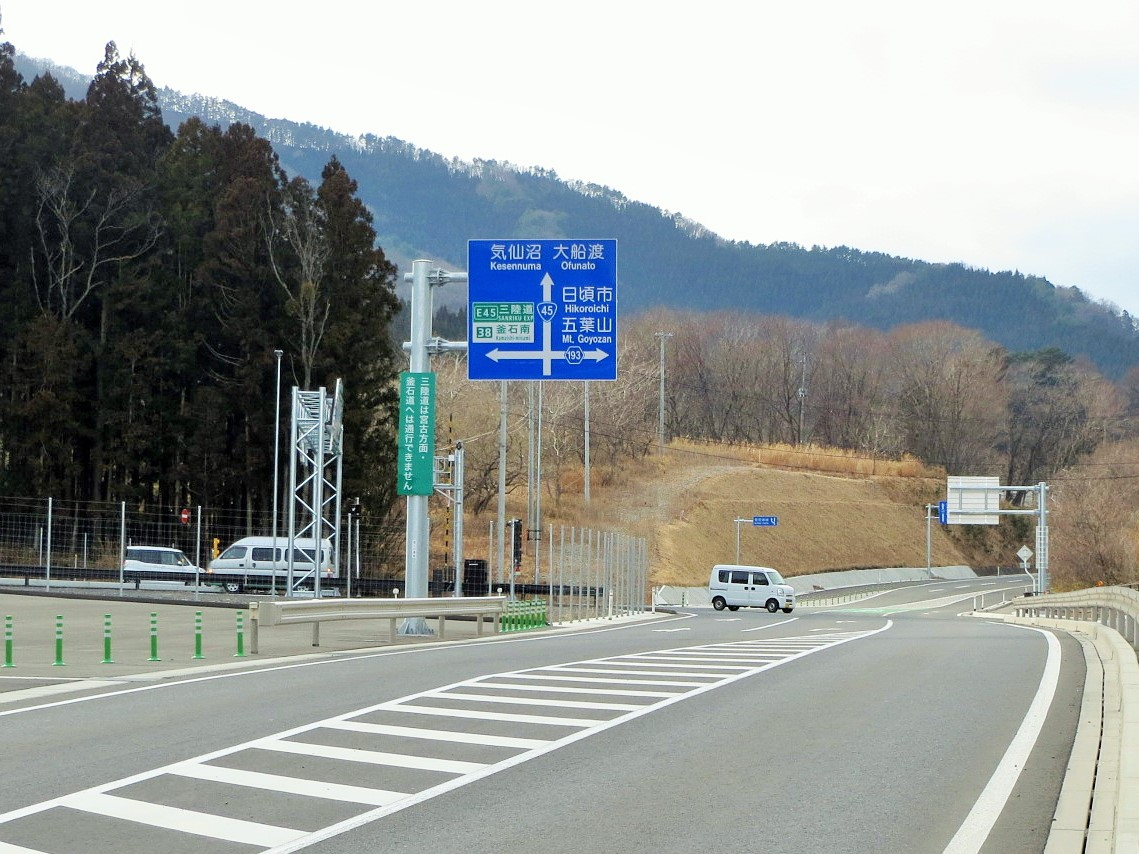
国道45号線との交差点（出入口）付近（2019年2月）

### 本線
- E45 三陸沿岸道路（吉浜釜石道路・38番）

### 接続する道路
- 国道45号
- 岩手県道193号唐丹日頃市線

## 料金所
無料区間につき設置されていない。 

## 隣
E45 三陸沿岸道路（吉浜釜石道路）
(37) 吉浜IC - (38) 釜石南IC - (39) 釜石唐丹IC - (40) 釜石JCT
- 当ICから宮古方面は利用できない。